# Martín Gómez
Martín Antonio Gómez Rodríguez (sinh ngày 14 tháng 5 năm 1989 ở Chiriquí) là một cầu thủ bóng đá người Panama hiện tại thi đấu cho đội bóng tại Liga Panameña de Fútbol San Francisco.

## Sự nghiệp câu lạc bộ
Gómez thi đấu cho Atlético Chiriquí trước khi chuyển đến San Francisco năm 2011.

## Sự nghiệp quốc tế
Anh có màn ra mắt cho Panama ngày 13 tháng 3 năm 2009 trước Trinidad & Tobago.
Trận đấu quốc tế cuối cùng của anh là an tháng 8 năm 2011 trong trận giao hữu trước Bolivia, mặc dù anh chỉ được triệu tập để thay thế cho Ismael Díaz tại Cúp bóng đá Nam Mỹ 2016 Centenario.

### Bàn thắng quốc tế
Tỉ số và kết quả liệt kê bàn thắng của Panama trước.
| # | Ngày                | Địa điểm                                            | Đối thủ     | Tỉ số | Kết quả | Giải đấu |
| - | ------------------- | --------------------------------------------------- | ----------- | ----- | ------- | -------- |
| 1 | 17 tháng 2 năm 2016 | Sân vận động Maracaná (Panama), Panama City, Panama | El Salvador | 1–0   | 1–0     | Giao hữu |